# アーチボルド・ダグラス (第2代フォーファー伯爵)
第2代フォーファー伯爵および第3代オーモンド伯爵アーチボルド・ダグラス（英語: Archibald Douglas, 2nd Earl of Forfar, 3rd Earl of Ormond、1692年5月25日 - 1715年12月8日）は、スコットランド貴族、軍人。

## 生涯
初代フォーファー伯爵アーチボルド・ダグラスとロビナ・ロックハートの息子として、1692年5月25日に生まれた。最初は儀礼称号「ウァンデル卿」（Lord Wandell）を使用しており、アン女王は1704年頃にダグラスの教育のために200ポンドの年金を与えた。
1712年に父が死去すると、第2代フォーファー伯爵になり、翌年にバフス歩兵連隊長に任命された。1714年、駐プロイセンイギリス特命全権公使に任命されたが、同年に支払われていない滞納年金1,400ポンドをアン女王に請求した（彼自身は職務を果たすために3,000ポンドの借金を抱えたと主張した）。1715年ジャコバイト蜂起が勃発すると、アーガイル公爵率いる政府軍に加入、同年11月13日のシェリフミュアの戦いにも参戦したが、致命傷を負ってスターリングに搬送され、12月8日に死去した。死後、ボスウェルの教会に埋葬された。
未婚のまま死去したため、フォーファー伯爵は断絶、財産は初代ダグラス公爵アーチボルド・ダグラスが継承した。